# 康卓乡
康卓乡（藏語：གངས་མཚོ་），是中华人民共和国西藏自治区日喀则市江孜县下辖的一个乡镇级行政单位。

## 行政区划
康卓乡下辖以下地区：
查龙村、卓帕村、卓普村、纳如村、岗古村、吉定村和康麦村。